# Liste der Bodendenkmale in Hellwege
In der Liste der Bodendenkmale in Hellwege sind alle Bodendenkmale der niedersächsischen Gemeinde Hellwege aufgelistet. Die Quelle ist der Denkmalatlas Niedersachsen. 
Der Stand der Liste ist der 30. November 2024.
Allgemein

Hellwege im Landkreis Rotenburg (Wümme)

In den Spalten finden sich folgende Informationen des Bodendenkmales:
Lagegeographische Koordinaten
BezeichnungBezeichnung lt. Denkmalatlas
BeschreibungBeschreibung lt. Denkmalatlas
IDObjekt-ID
BildBild, ggf. zusätzlich mit Link zu weiteren Fotos im Medienarchiv Wikimedia Commons.

## Hellwege
| Lage                       | Bezeichnung             | Beschreibung | ID       | Bild |
| -------------------------- | ----------------------- | --- | -------- | ---- |
| 53° 2′ 43″ N, 9° 13′ 30″ O | Hellwege 14, Grabhügel  | Durchmesser ca. 19 m und Höhe ca. 1 m. Funde und Alter nicht bekannt. | 28971831 | BW   |
| 53° 2′ 40″ N, 9° 13′ 34″ O | Hellwege 16, Grabhügel  | Durchmesser ca. 18 m und Höhe ca. 1,3 m. Funde und Alter nicht bekannt. | 28971834 | BW   |
| 53° 2′ 41″ N, 9° 13′ 38″ O | Hellwege 17, Grabhügel  | Durchmesser ca. 18 m und Höhe ca. 1,3 m. Funde und Alter nicht bekannt. | 28971840 | BW   |
| 53° 2′ 32″ N, 9° 13′ 27″ O | Hellwege 18, Grabhügel  | Durchmesser ca. 20 m und Höhe ca. 1,3 m. Funde und Alter nicht bekannt. | 28971838 | BW   |
| 53° 2′ 14″ N, 9° 15′ 42″ O | Hellwege 20, Grabhügel  | Durchmesser ca. 11 m und Höhe ca. 0,6 m. Funde und Alter nicht bekannt. | 28972941 | BW   |
| 53° 2′ 54″ N, 9° 16′ 6″ O  | Hellwege 24, Grabhügel  | Durchmesser ca. 18 m und Höhe ca. 1,6 m. Funde und Alter nicht bekannt. | 28971839 | BW   |
| 53° 3′ 31″ N, 9° 15′ 20″ O | Hellwege 26, Wallanlage | In Blatt 37 der Kurhannoverschen Landesaufnahme von 1770 ist die Anlage als rechteckige Einfriedung verzeichnet. Noch 1962 obertägig gut sichtbar und dokumentiert. Die umwallte Fläche hatte einen Durchmesser von ca. 75 m, die Wallhöhe betrug 0,5 – 1 m, die –breite ca. 4 – 5 m. Vor dem Wall war ein verwaschener Graben erkennbar. | 28971843 | BW   |
| 53° 3′ 9″ N, 9° 13′ 8″ O   | Hellwege 37, Grabhügel  | Durchmesser ca. 16 m und Höhe ca. 0,8 m. Funde und Alter nicht bekannt. | 28971946 | BW   |
| 53° 3′ 10″ N, 9° 13′ 5″ O  | Hellwege 38, Grabhügel  | Durchmesser ca. 16 m und Höhe ca. 0,8 m. Funde und Alter nicht bekannt. | 28971949 | BW   |
| 53° 3′ 32″ N, 9° 12′ 23″ O | Hellwege 40, Grabhügel  | Durchmesser ca. 17 m und Höhe ca. 1,6 m. Funde und Alter nicht bekannt. | 28971948 | BW   |
| 53° 3′ 33″ N, 9° 12′ 21″ O | Hellwege 41, Grabhügel  | Durchmesser ca. 16 m und Höhe ca. 1,3 m. Funde und Alter nicht bekannt. | 28971952 | BW   |
| 53° 3′ 55″ N, 9° 15′ 36″ O | Hellwege 45, Grabhügel  | Durchmesser ca. 10 m und Höhe ca. 0,5 m. Funde und Alter nicht bekannt. | 28971954 | BW   |
| 53° 3′ 57″ N, 9° 15′ 41″ O | Hellwege 47, Grabhügel  | Durchmesser ca. 12 m und Höhe ca. 1 m. Funde und Alter nicht bekannt. | 28971955 | BW   |
| 53° 3′ 24″ N, 9° 15′ 24″ O | Hellwege 50, Grabhügel  | Durchmesser ca. 7 m und Höhe ca. 0,5 m. Funde und Alter nicht bekannt. | 28971956 | BW   |
| 53° 3′ 23″ N, 9° 14′ 43″ O | Hellwege 51, Grabhügel  | Durchmesser ca. 20 m und Höhe ca. 1,5 m. Östliche Hälfte durch Weg zerstört. Funde und Alter nicht bekannt. | 28971953 | BW   |
| 53° 3′ 5″ N, 9° 15′ 56″ O  | Hellwege 55, Grabhügel  | Durchmesser ca. 14 m und Höhe ca. 1 m. Funde und Alter nicht bekannt. | 28971959 | BW   |
| 53° 3′ 51″ N, 9° 15′ 7″ O  | Hellwege 74, Umwallung  | Ringförmige Anlage, Durchmesser ca. 60 m. Niedriger Wall mit außen vorgelagertem Graben. Wallhöhe ca. 0,5 m, Grabentiefe 0,5 m. Funktion und Alter nicht bekannt. | 28924385 | BW   |

### Hellwege 9
- ID:28971817
- Grabhügelfeld

| Lage                       | Bezeichnung | Beschreibung                                                            | ID       | Bild |
| -------------------------- | ----------- | ----------------------------------------------------------------------- | -------- | ---- |
| 53° 2′ 50″ N, 9° 14′ 7″ O  | Hellwege 9  | Durchmesser ca. 18 m und Höhe ca. 1 m. Funde und Alter nicht bekannt.   | 28971825 | BW   |
| 53° 2′ 50″ N, 9° 14′ 11″ O | Hellwege 10 | Durchmesser ca. 15 m und Höhe ca. 1,3 m. Funde und Alter nicht bekannt. | 28971822 | BW   |
| 53° 2′ 49″ N, 9° 14′ 6″ O  | Hellwege 11 | Durchmesser ca. 10 m und Höhe ca. 0,4 m. Funde und Alter nicht bekannt. | 28971827 | BW   |
| 53° 2′ 46″ N, 9° 14′ 6″ O  | Hellwege 12 | Durchmesser ca. 8 m und Höhe ca. 0,4 m. Funde und Alter nicht bekannt.  | 28971830 | BW   |
| 53° 2′ 46″ N, 9° 14′ 5″ O  | Hellwege 13 | Durchmesser ca. 11 m und Höhe ca. 0,6 m. Funde und Alter nicht bekannt. | 28971829 | BW   |

### Hellwege 27
- ID:28971842
- Drei Grabhügel mit Dm. 18 – 20 m; H. 0,7 – 1,1 m

| Lage                       | Bezeichnung | Beschreibung                                                            | ID       | Bild |
| -------------------------- | ----------- | ----------------------------------------------------------------------- | -------- | ---- |
| 53° 3′ 28″ N, 9° 15′ 12″ O | Hellwege 27 | Durchmesser ca. 18 m und Höhe ca. 1,1 m. Funde und Alter nicht bekannt. | 28971938 | BW   |
| 53° 3′ 29″ N, 9° 15′ 10″ O | Hellwege 28 | Durchmesser ca. 20 m und Höhe ca. 0,7 m. Funde und Alter nicht bekannt. | 28971939 | BW   |
| 53° 3′ 28″ N, 9° 15′ 7″ O  | Hellwege 29 | Durchmesser ca. 18 m und Höhe ca. 1 m. Funde und Alter nicht bekannt.   | 28971940 | BW   |

### Hellwege 30
- ID:28971941
- Gruppe von drei Grabhügeln, z. T. mit starken Schäden; Dm. 6,5 – 14 m und H. 0,3 – 1 m.

| Lage                      | Bezeichnung | Beschreibung                                                             | ID       | Bild |
| ------------------------- | ----------- | ------------------------------------------------------------------------ | -------- | ---- |
| 53° 3′ 37″ N, 9° 15′ 2″ O | Hellwege 30 | Durchmesser ca. 14 m und Höhe ca. 1 m. Funde und Alter nicht bekannt.    | 28971943 | BW   |
| 53° 3′ 37″ N, 9° 15′ 2″ O | Hellwege 31 | Durchmesser ca. 6,5 m und Höhe ca. 0,5 m. Funde und Alter nicht bekannt. | 28971944 | BW   |
| 53° 3′ 37″ N, 9° 15′ 0″ O | Hellwege 32 | Durchmesser ca. 10 m und Höhe ca. 0,3 m. Funde und Alter nicht bekannt.  | 28971945 | BW   |